# Garevica
Garevica (cyr. Гаревица) – wieś w Bośni i Hercegowinie, w Republice Serbskiej, w gminie Oštra Luka. W 2013 roku liczyła 19 mieszkańców.